# Alcobendas
Alcobendas é um município da Espanha na província e Comunidade de Madrid. Tem 45,3 km² de área e em 2021 tinha 116 589 habitantes (densidade: 2 573,7 hab./km²).
Situa-se cerca de 13 km a norte do centro de Madrid e inclui uma zona urbana, a zona residencial de La Moraleja, a reserva natural de Valdelatas e a zona industrial, o Museu Nacional da Ciência e Tecnologia (MUNCYT) e o centro de diversões Herón Diversía. A famosa atriz Penélope Cruz é natural de Alcobendas.
Em 2017 era o nono município mais próspero da Espanha, com uma renda bruta média de 48 596 euros por habitante.

## Festas populares
- 24 de Janeiro: Virgem da Paz
- 15 de Maio: San Isidro